# Meaño
Meaño là một đô thị trong tỉnh Pontevedra, Galicia, Tây Ban Nha.
42°27′B 8°47′T / 42,45°B 8,783°T